# Badahara Dubauliya
Badahara Dubauliya – gaun wikas samiti w zachodniej części Nepalu w strefie Lumbini w dystrykcie Nawalparasi. Według nepalskiego spisu powszechnego z 2001 roku liczył on 1072 gospodarstw domowych i 6594 mieszkańców (3167 kobiet i 3427 mężczyzn).